# Rhyacophila eatoni
Rhyacophila eatoni är en nattsländeart som beskrevs av Mclachlan 1879. Rhyacophila eatoni ingår i släktet Rhyacophila och familjen rovnattsländor. Inga underarter finns listade i Catalogue of Life.